# Rachel Caine
Rachel Caine, pseudonimo di Roxanne Longstreet Conrad (White Sands Missile Range, 27 aprile 1962 – 1º novembre 2020), è stata una scrittrice statunitense, autrice di romanzi di fantascienza, fantasy, mystery, suspense e horror. Scrisse alcuni libri anche con il nome di Julie Fortune.

## Biografia
Caine è cresciuta nel Texas occidentale e si è diplomata alla Socorro High School di El Paso, in Texas, nel 1980. Ha conseguito una laurea in contabilità presso il Rawls College of Business della Texas Tech University nel 1985 e una minore in musica. Ha scritto e pubblicato romanzi e racconti dal 1990. Oltre all'attività di scrittrice, è stata una musicista professionista che ha suonato con musicisti importanti tra cui Henry Mancini, Peter Nero e John Williams.
Dal 1999, Caine è stata impiegata nella comunicazione aziendale come web designer, responsabile delle comunicazioni aziendali e infine come direttore delle comunicazioni aziendali per una grande multinazionale. Ha preso una pausa di otto mesi per la maggior parte del 2008 e si è ritirata dal suo lavoro per scrivere a tempo pieno nel 2010.  Caine ha scritto la maggior parte delle sue opere a casa e in viaggio durante le manifestazioni.
Nel 2018, le è stato diagnosticato un sarcoma dei tessuti molli. È morta il 1º novembre 2020.

## Vita privata
Visse nel nord del Texas con suo marito, l'artista Cat Conrad.

## Opere
- Glass houses, 2006 - Il diario di Eve Rosser
- The dead's girl dance, 2007 - Il destino di Claire
- Midnight Alley, 2007 - Il vicolo dei segreti
- Feast of Fools, 2008 - Appuntamento al buio
- Lord of Misrule, 2009
- Carpe Corpus, 2009
- Fade Out, 2009
- Kiss of Death, 2010
- Ghost Town, 2010
- Bite Club, 2011
- Last Breath, 2011
- Black Dawn, 2011
- Bitter Blood, 2012
- Fall of Night, 2013